# Ambasciatori prussiani in Grecia
L'ambasciatore prussiano in Grecia era il primo rappresentante diplomatico della Prussia in Grecia.
Le relazioni diplomatiche iniziarono ufficialmente nel 1834 e rimasero attive sino alla costituzione della Confederazione Germanica del nord nel 1867 e poi dell'Impero tedesco nel 1871 quando le funzioni passarono all'ambasciatore tedesco in Grecia.

## Regno di Prussia
- 1834-1838: Friedrich Wilhelm Ludwig August von Lusi
- 1838-1844: Joseph Maria Anton Brassier de Saint-Simon-Vallade
- 1844-1850: Karl von Werther
- 1850-1852: Louis von Wildenbruch
- 1852-1854: Hermann von Thile
- 1855-1859: Robert von der Goltz
- 1860-1862: Georg von Werthern
- 1862-1865: Heinrich von Keyserlingk-Rautenburg
- 1865-1868: Johann Emil von Wagner

1868: Chiusura dell'ambasciata